# Al-Anbar
Al-Anbar este provincia situată la extremitatea vestică a Irakului. Se învecinează cu Siria, Iordania și Arabia Saudită. Are majoritate covârșitor sunnită. Capitala este la Ramadi.
Alte orașe importante din provincia Al-Anbar sunt:
- Al Fallujah
- Al-Qa'im
- Ar-Rutba
- Al-Baghdadi
- Haditha
- Hit